# マリア・ベルゴワ
マリア・ベルゴワ (Maria Vergova-Petkova、1950年11月3日-)は、ブルガリアの陸上競技選手。円盤投の選手として1976年モントリオールオリンピックと1980年モスクワオリンピックに出場。モントリオール大会では67.30mの記録で、東ドイツのエベリン・ヤール(Evelin Jahl)に次いで銀メダルを獲得。4年後のモスクワ大会でも、4年前に敗れているヤールにまたしても敗れ、銀メダルに終わった。

## 記録
| 年   | 大会                 | 場所                     | 種目   | 結果 | 記録   |
| ---- | -------------------- | ------------------------ | ------ | ---- | ------ |
| 1975 | ユニバーシアード     | ローマ(イタリア)         | 円盤投 | 1位  | 65.28m |
| 1976 | オリンピック         | モントリオール(カナダ)   | 円盤投 | 2位  | 67.30m |
| 1977 | ユニバーシアード     | ソフィア(ブルガリア)     | 円盤投 | 1位  | 66.34m |
| 1980 | オリンピック         | モスクワ(ソビエト連邦)   | 円盤投 | 2位  | 67.90m |
| 1981 | IAAFワールドカップ   | ローマ(イタリア)         | 円盤投 | 2位  | 66.30m |
| 1982 | ヨーロッパ陸上選手権 | アテネ(ギリシャ)         | 円盤投 | 2位  | 67.94m |
| 1983 | 世界陸上競技選手権   | ヘルシンキ(フィンランド) | 円盤投 | 3位  | 66.44m |